# Record du monde de l'heptathlon
Pour un article plus général, voir Records du monde d'athlétisme.
Le record du monde de  l'heptathlon est actuellement détenu par l'Américaine Jackie Joyner-Kersee qui établit la performance de 7 291 pts le 24 septembre 1988 lors des Jeux olympiques de Séoul, en Corée du Sud.
Le premier record du monde de l'heptathlon homologué par World Athletics, épreuve qui succède au pentathlon en vigueur de 1951 à 1980, est celui de l'Est-allemande Ramona Neubert 28 juin 1981 avec 6 716 pts, soit 6 788 pts à la table actuelle de cotation. 
Le record du monde en salle de l'heptathlon, disputé exclusivement par les hommes, est actuellement la propriété de l'Américain Ashton Eaton avec 6 645 pts, établis le 10 mars 2012 lors des championnats du monde en salle d'Istanbul en Turquie.

## Record du monde

### Historique
Le premier record du monde de l'heptathlon homologué par l'IAAF est celui de l'Est-allemande Ramona Neubert qui établit le total de 6 716 pts (soit 6 788 pts à la table actuelle de cotation), le 28 juin 1981 à Kiev. L'heptathlon remplace le pentathlon pour lequel des records du monde ont été ratifiés de 1951 à 1980. L'heptathlon est composé du 100 m haies, du saut en hauteur, du lancer du poids, du 200 m, du saut en longueur, du lancer du javelot et du 800 mètres.
Ramona Neubert porte ce record à 6 773 pts (6 845 pts) le 20 juin 1982 à Halle, puis à 6 836 pts (6 935 pts) le 19 juin 1983 à Moscou. Le 6 mai 1984, à Potsdam, sa compatriote Sabine Paetz fixe le record mondial à 6 867 pts (6 946 pts).
Le barème de l'heptathlon est modifié en 1985. Le 7 juillet 1986, l'Américaine Jackie Joyner-Kersee devient la nouvelle détentrice du record du monde en établissant un total de 7 148 pts à Moscou, record qu'elle porte à 7 158 pts le 2 août 1986 à Houston, puis à 7 215 pts le 16 juillet 1988 lors des sélections olympiques américaines d'Indianapolis. Le 24 septembre 1988, lors des Jeux olympiques de Séoul, elle établit l'actuel record du monde en réalisant 7 291 pts, soit 12 s 69 sur 100 m haies, 7,27 m au saut en longueur, 1,86 m au saut en hauteur, 22 s 56 sur 200 m, 15,80 m au lancer du poids, 45,66 m au lancer du javelot et 2 min 8 s 51 sur 800 m.

### Progression
8 records du monde féminins ont été homologués par l'IAAF. Le tableau suivant précise le score obtenu en fonction des tables de l'heptathlon de l'époque, la deuxième colonne indique le total obtenu en se basant sur la table actuelle de 1985.
| Points                         | Équivalence table actuelle | Athlète              | Date              | Lieu         |
| ------------------------------ | -------------------------- | -------------------- | ----------------- | ------------ |
| 6 716                          | 6 788                      | Ramona Neubert       | 28 juin 1981      | Kiev         |
| 6 773                          | 6 845                      | Ramona Neubert       | 20 juin 1982      | Halle        |
| 6 836                          | 6 935                      | Ramona Neubert       | 19 juin 1983      | Moscou       |
| 6 867                          | 6 946                      | Sabine Paetz         | 6 mai 1984        | Potsdam      |
| Tables de l'heptathlon de 1985 |                            |                      |                   |              |
| 7 148                          | 7 148                      | Jackie Joyner-Kersee | 7 juillet 1986    | Moscou       |
| 7 158                          | 7 158                      | Jackie Joyner-Kersee | 2 août 1986       | Houston      |
| 7 215                          | 7 215                      | Jackie Joyner-Kersee | 16 juillet 1988   | Indianapolis |
| 7 291                          | 7 291                      | Jackie Joyner-Kersee | 24 septembre 1988 | Séoul        |

## Record du monde en salle

### Historique

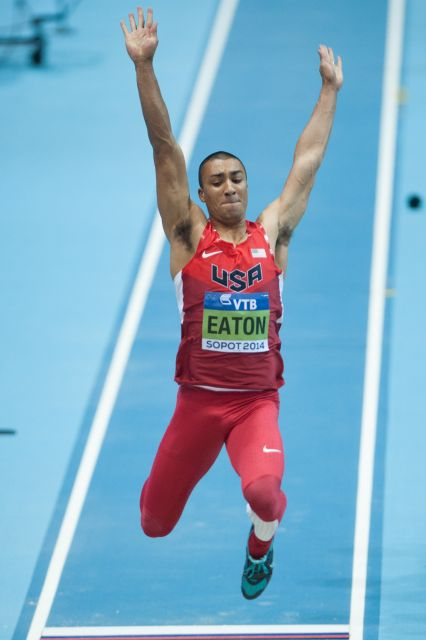
Ashton Eaton, détenteur depuis 2010 du record du monde masculin de l'heptathlon.

L'heptathlon en salle est une épreuve exclusivement masculine. Il est composé du 60 mètres, du saut en longueur, du lancer du poids, du saut en hauteur, du 60 mètres haies, du saut à la perche et du 1 000 mètres. 
Le premier record du monde en salle homologué par l'IAAF est celui du Français Christian Plaziat qui réalise un total de 6 273 points le 11 février 1990 à Nogent-sur-Oise. Il porte ce record à 6 289 pts le 2 février 1992, toujours à Nogent-sur-Oise, puis à 6 419 pts le 29 février 1992 à Gênes au cours des championnats d'Europe en salle.
Les 13 et 14 mars 1993, lors des championnats du monde de en salle de Toronto, l'Américain Dan O'Brien devient le nouveau détenteur du record du monde en totalisant 6 476 pts .
Ce record n'est amélioré que dix-sept ans plus tard, par son compatriote Ashton Eaton, qui établit la performance de 6 499 pts Le 13 mars 2010 lors des championnats NCAA en salle de Fayetteville dans l'Arkansas. Le 6 février 2011, Ashton Eaton améliore de 69 points son propre record du monde en réalisant 6 568 pts à l'occasion du meeting de Tallinn.
Ashton Eaton établit son troisième record du monde consécutif de l'heptathlon lors des championnats du monde en salle d'Istanbul, les 8 et 9 mars 2012, où il l'améliore de 77 points en totalisant 6 645 pts. Il bat à cette occasion ses records personnels dans deux épreuves, au saut en longueur (8,16 m) et au lancer du poids (14,56 m). Le détail par épreuves est le suivant :
| Épreuves    | 60 mètres | Saut en longueur | Lancer du poids | Saut en hauteur | 60 mètres haies | Saut à la perche | 1 000 mètres  | Total     |
| ----------- | --------- | ---------------- | --------------- | --------------- | --------------- | ---------------- | ------------- | --------- |
| Performance | 6 s 79    | 8,16 m           | 14,56 m         | 2,03 m          | 7 s 68          | 5,20 m           | 2 min 32 s 77 | 6 645 pts |

Les 10 et 11 mars 2023 au cours des championnats NCAA en salle, l'Américain Kyle Garland établit la deuxième meilleure performance de l'histoire à l'heptathlon en totalisant 6 639 points, échouant à 6 pts seulement du record du monde de Ashton Eaton établi en 2012.

### Progression
7 records du monde en salle ont été homologués par l'IAAF. 
| Points | Athlète           | Date            | Lieu            |
| ------ | ----------------- | --------------- | --------------- |
| 6 273  | Christian Plaziat | 11 février 1990 | Nogent-sur-Oise |
| 6 289  | Christian Plaziat | 2 février 1992  | Nogent-sur-Oise |
| 6 418  | Christian Plaziat | 29 février 1992 | Gênes           |
| 6 476  | Dan O'Brien       | 14 mars 1993    | Toronto         |
| 6 499  | Ashton Eaton      | 13 mars 2010    | Fayetteville    |
| 6 568  | Ashton Eaton      | 6 février 2011  | Tallinn         |
| 6 645  | Ashton Eaton      | 9 mars 2012     | Istanbul        |

## Autres catégories d'âge
Le record du monde junior de l'heptathlon est actuellement détenu par la Suédoise Carolina Klüft, créditée de 6 542 pts le 10 août 2002 à Munich.
La meilleure performance mondiale cadet est la propriété de la Chinoise Shengfei Shen (6 185 pts le 18 octobre 1997 à Shanghai).
| Record                               | Athlète        | Marque    | Date            | Lieu     |
| ------------------------------------ | -------------- | --------- | --------------- | -------- |
| Record du monde junior               | Carolina Klüft | 6 542 pts | 10 août 2002    | Munich   |
| Meilleure performance mondiale cadet | Shengfei Shen  | 6 185 pts | 18 octobre 1997 | Shanghai |

Le record du monde junior en salle de l'heptathlon, disputé exclusivement par les hommes, est détenu par le Belge Jente Hauttekeete qui a réalisé 6 062 pts le 14 février 2021 à Francfort-sur-le-Main.
| Record                          | Athlète           | Temps     | Date            | Lieu                  |
| ------------------------------- | ----------------- | --------- | --------------- | --------------------- |
| Record du monde junior en salle | Jente Hauttekeete | 6 062 pts | 14 février 2021 | Francfort-sur-le-Main |